# Liste der Monuments historiques in Belmont (Haute-Saône)
Die Liste der Monuments historiques in Belmont führt die Monuments historiques in der französischen Gemeinde Belmont auf.

## Liste der Immobilien
| Bezeichnung        | Beschreibung | Standort                 | Kennzeichnung | Schutzstatus | Datum | Bild           |
| ------------------ | --- | ------------------------ | ------------- | ------------ | ----- | -------------- |
| Rat- und Waschhaus | Rathaus von 1881, Architekt Jean-Baptiste Colard, über einem Waschhaus von 1877; zugehörig Tränke und Brunnen von 1827 | 4 place du Lavoir (Lage) | PA70000072    | Inscrit      | 2005  | weitere Bilder |